# Karin Mönkemeyer
Karin Mönkemeyer (* 1938) ist eine deutsche Journalistin und Autorin.

## Leben
In den 1960er-Jahren schrieb sie zunächst Beiträge im Capital, dann arbeitete sie für die Bahlsen-Keksfabrik in Hannover und erstellte Ratgeber zur familiären Freizeitgestaltung. Ab 1973 gab sie mehrere Bücher zur Fernsehserie Sesamstraße heraus, darunter Bibos Augenweide. Sie war auch Redakteurin der Zeitschrift Sesamstraße im Verlag Gruner & Jahr.
Gegen Ende der 1970er-Jahre arbeitete Mönkemeyer für den Pelikan-Verlag in Hannover und gab in der Reihe Trampbücher mehrere Witzesammlungen heraus, darunter Aus der Schule geblödelt und Lustige Kurzgeschichten und Anekdoten. In den 1990er-Jahren verfasste Mönkemeyer mit der Psychologin Inge Nordhoff (bekannt aus dem Schülermagazin Treff) ein Buch über Freundschaften zwischen Männern und Frauen, das auch ins Koreanische übersetzt wurde.

## Schriften
- Spiele für unterwegs (Hannover 1968)
- Sherlocks Spürnasenschule (Gütersloh 1974)
- Bibos Augenweide (Gütersloh 1974)
- Ernies Wolkenkuckucksheim (Gütersloh 1974)
- Tierischer Blödsinn (Hannover 1980)
- Witze aus Ganovenkreisen (Hannover 1980)
- Zignal witzig überlisten (Hannover 1980)
- 333 blöde Fragen (Hannover 1980)
- Lustige Kurzgeschichten und Anekdoten (Hannover 1981)
- Aus der Schule geblödelt (Hannover 1981)
- Wirklich blöde Kellnerwitze (Hannover 1982)
- Das Witzigste aus Sportlerkreisen (Hannover 1982)
- Die witzigsten Lügengeschichten (Hannover 1982)
- Verblüffende Rekorde der Technik (Hannover 1982)
- Die irrwitzigsten Tier-Rekorde (Hannover 1982)
- Witze aus dem Wilden Westen (Hannover 1982)
- Blödeleien rund ums Fernsehen (Hannover 1982)
- Witze zum Kranklachen (Hannover 1984)
- Ein platonisches Verhältnis: Freundschaften zwischen Männern und Frauen (Reinbek 1990) (mit Inge Nordhoff)
- Kindliche Sexualität heute. (Weinheim 1993)

| Personendaten    | Personendaten                     |
| ---------------- | --------------------------------- |
| NAME             | Mönkemeyer, Karin                 |
| KURZBESCHREIBUNG | deutsche Journalistin und Autorin |
| GEBURTSDATUM     | 1938                              |